# Дятлов, Евгений Валерьевич
Евге́ний Вале́рьевич Дя́тлов (род. 2 марта 1963, Хабаровск, СССР) — российский актёр театра, кино и дубляжа, певец, рок-музыкант и телеведущий; заслуженный артист России (2007).

## Биография
Родился 2 марта 1963 года в Хабаровске, но после гибели отца (утонувшего в 1968 году во время командировки при переправе через реку Нерча) семья переехала в Никополь (Днепропетровская область), где и прошло детство и юность Евгения. Мать Любовь Сергеевна преподавала в школе биологию и химию, и времени на своих детей (Евгения и младшего сына Владимира) не хватало. Дятлов учился в музыкальной школе по классу скрипки. После окончания школы поступил на филологический факультет Харьковского университета, через год был призван в армию. Служил в части, относящейся к топографической службе Советской Армии (1981—1983). С 1983 по 1986 год работал на трубопрокатном заводе.
С 1986 по 1990 год учился в Ленинградском государственном институте театра, музыки и кинематографии им. Н. К. Черкасова (специальность «актёр драмы и кино», курс Александра Куницына). Одновременно занимался рок-музыкой, участвовал в записи альбома группы АукцЫон «Как я стал предателем» (1988). С 1990 по 1991 год играл в Театре Буфф.
С 1992 по 1997 год работал в Санкт-Петербургском государственном молодёжном театре на Фонтанке, с 2000 года играет в спектакле Молодёжного театра на Фонтанке «Дни Турбиных» роль Шервинского. С 1998 года работает в Санкт-Петербургском государственном театре сатиры на Васильевском острове. Снимается в кинофильмах и телесериалах, также занимается дубляжом иностранных фильмов и мультфильмов.
Снимался в телевизионных передачах «Первого канала», канала «Культура», канала «Россия». На телеканале «Культура» вёл цикл передач «Век кавалергардов», состоявший из 10 фильмов. На канале «Звезда» вёл передачу «Следственный лабиринт» (24 серии). Часто выступает в передаче «Романтика романса» на канале «Культура».
Участвовал в телевизионных шоу «Первого канала»: «Король ринга» (бился в финале с Эдгардом Запашным), «Две звезды-2» (вместе с Дианой Арбениной в финале получил «Золотую звезду»).
В 2015 году участвовал в третьем сезоне шоу перевоплощений «Точь-в-точь». Перевоплощался в Михаила Боярского, Адриано Челентано, Вахтанга Кикабидзе, Фрэнка Синатру, Георга Отса, Тома Джонса, Николя Рейеса, Энгельберта Хампердинка, Сергея Чигракова, Сьюзан Бойл, Иэна Гиллана и Муслима Магомаева. По итогам сезона Дятлов стал победителем конкурса, разделив первое место с Максимом Галкиным (оба участника набрали по 273 балла). В 2016 году участвовал в четвёртом сезоне шоу «Точь-в-точь», также известном как «Суперсезон», где соревновались лучшие участники предыдущих сезонов. В этом сезоне он предстал в образах Боно, Александра Серова, Александра Калягина, Ива Монтана, Басты, Владимира Высоцкого, Скэтмэна Джона, Питера Гэбриэла, Дмитрия Хворостовского, Робби Уильямса, Теннесси Эрни Форда и Николая Караченцова.
В 2022 году принял участие в третьем сезоне шоу телеканала НТВ «Маска» в образе Мухомора. Рассекречен в 11-м выпуске и занял 5-е место.
В 2023 году принял участие в первом сезоне шоу Первого канала «Перепой звезду!» и победил Анастасию Мартынову.
В 2024—2025 годах принял участие в третьем сезоне шоу Первого канала «Фантастика» в образе Великолепного. Рассекречен в 5-м выпуске.

## Фильмография
- 1996 — 1997 — Поживём — увидим — Женя
- 1998 — 1999 — Агент национальной безопасности — Шитиков (серия «Скрипка Страдивари»)
- 2000 — Бандитский Петербург. Барон (пятая серия) — Сергей Вихренко, друг и однокурсник Андрея Обнорского (убит «Лабазом» в пятой серии)
- 2000 — Чёрный ворон — Алексей Захаржевский
- 2000 — Охота на Золушку — Дан
- 2001 — 1 Мая — Николай
- 2001—2002 — Улицы разбитых фонарей 4 — Алексей Прохоров (серия «На улице Марата»)
- 2001 — 2003 — Вовочка — физрук
- 2002 — Убойная сила-4 — Морозов (серии «Курс молодого бойца» и «Последний причал»)
- 2002 — Морской узел — старпом Виктор Константинов
- 2002 — Копейка — Петя
- 2002 — Госпожа Победа (фильм 2 «Путь к совершенству») — Гена Рыбаков
- 2002 — Тайны следствия 2 (серия «Заказчик») — Асламов
- 2003 — Спецназ (седьмая серия «Послушник») — сотрудник спецназа (роль озвучена другим актёром)
- 2003 — Линии судьбы — Эдуард Воскресенский
- 2004 — Шахматист — Михаил
- 2004 — Улицы разбитых фонарей. Менты-6 — капитан Николай Дымов
- 2004 — Осторожно, Задов! или Похождения прапорщика — режиссёр
- 2004 — Потерявшие солнце — Станислав Андронов
- 2005 — Вепрь — Виктор, водитель автолавки
- 2005 — Есенин — Маяковский
- 2006 — Секретные поручения — Валентин Петрович Агеев, майор госбезопасности
- 2006 — Улицы разбитых фонарей. Менты-7 — капитан милиции Николай Дымов
- 2007 — Улицы разбитых фонарей. Менты-8 — капитан Николай Дымов
- 2007 — Братья — Борис Иванович Абрамов, депутат
- 2007 — 1814 — Кошанский
- 2007 — Оперативная разработка — Сергей Прохоренко
- 2008 — Эхо из прошлого — Сергей Бескрылов
- 2008 — Химия любви — ведущий
- 2008 — Запрет на любовь — Игорь
- 2008 — Улицы разбитых фонарей. Менты-9 — Николай Дымов
- 2009 — Следственный лабиринт — ведущий
- 2009 — Акула (Украина) — Игорь Мукасей
- 2009 — Рябины гроздья алые — Сергей
- 2009 — И один в поле воин — Вячеслав Громов (фильм не завершён).
- 2009 — Улицы разбитых фонарей. Менты-10 — Николай Дымов
- 2010 — Золотой капкан — Андрей Новиков
- 2010 — Точка кипения — отец Григорий
- 2011 — Ярость — подполковник милиции Сергей Петров
- 2011 — Улицы разбитых фонарей. Менты-11 — Николай Дымов
- 2011 — Улицы разбитых фонарей. Менты-12 — Николай Дымов
- 2011 — Салями — Березин
- 2012 — Белая гвардия — Леонид Юрьевич Шервинский
- 2012 — Жизнь и судьба — командарм Новиков
- 2012 — Чкалов — Валерий Чкалов
- 2012 — Честь самурая — майор Николай Дымов
- 2013 — Красные горы — Арсений Александрович Голиков
- 2013 — Крик совы — Юрий Сиротин / герр Риттер
- 2014 — Наставник — Олег Кравцов, майор полиции
- 2014 — Батальонъ — Цепляев
- 2016 — Контрибуция — Насонов
- 2017 — Последний богатырь — Добрыня Никитич
- 2019 — Тобол — князь Матвей Петрович Гагарин
- 2019 — Лев Яшин. Вратарь моей мечты — Аркадий Чернышёв
- 2020 — Подольские курсанты — Иван Стрельбицкий, полковник, начальник Подольского артиллерийского училища
- 2020 — Шерлок в России — Андрей Евграфович Кобылин
- 2020 — Золото — Антон
- 2021 — Последний богатырь: Посланник тьмы — богатырь Добрыня Никитич
- 2021 — Подражатель — Иван Александрович Орехов, полковник полиции
- 2021 — Седьмая симфония — главнокомандующий Ленинградским фронтом Леонид Говоров
- 2022 — Акула — Александр Кулаков («Акула»), подполковник полиции
- 2023 — Волчий берег — Егор Алексеевич Казанцев, майор полиции, начальник отдела полиции

### Дубляж[5]

#### Фильмы
- 1992 — Смертельное оружие 3 — подручный / Хъюби (Пит Антико) (Невафильм)
- 1998 — Все без ума от Мэри — Джонатан
- 1998 — Маменькин сыночек — Джи Гренуй
- 1999 — Инспектор Гаджет — инспектор Гаджет / Робогаджет / Джон Браун
- 1999 — Сбежавшая невеста — Ли
- 1999 — Власть страха — парень Амелии
- 1999 — Бойцовский клуб — рассказчик
- 1999 — Жанна д’Арк — Жан II (герцог Алансона)
- 1999 — Воскрешая мертвецов — Грисс
- 2000 — Ватель — Людовик XIV
- 2000 — Я, снова я и Ирэн — Дикки Турман
- 2000 — Патриот — капитан Уилкинс
- 2000 — Ангелы Чарли — Джейсон Гиббонс (роль Мэтта Леблана)
- 2000 — Шестой день — охранник
- 2001 — История рыцаря — граф Адемар
- 2001 — Пёрл-Харбор — лейтенант Рэйф Маккуоли
- 2001 — Что могло быть хуже? — дядя Джек
- 2001 — Соблазн — Билли / Уолтер Доунс / Мефисто
- 2001 — Любимцы Америки — Эдди Томас
- 2001 — Любовь зла — Энтони Роббинс (камео)
- 2001 — Противостояние — д’Антони
- 2001 — Чёрный ястреб — сержант Лоренцо Руиз
- 2002 — Милашка — Роджер Донахью
- 2002 — Особо тяжкие преступления — Трой Эбботт
- 2002 — Крутой парень — Демиан
- 2002 — Неверная — Пол Мартел
- 2002 — Знаки — Лайонел Причард
- 2002 — Три икса — Ксандер Кейдж
- 2002 — Перевозчик — Фрэнк Мартин
- 2003 — Пираты Карибского моря: Проклятие «Чёрной жемчужины» — командор Джеймс Норрингтон
- 2003 — S.W.A.T. Спецназ города Ангелов — Алекс Монтель
- 2003 — Однажды в Мексике — Армандо Барильо
- 2003 — Сокровище Амазонки — Бэк
- 2003 — Застрял в тебе — Гриффин Данн
- 2003 — Холодная гора — Инман
- 2004 — Свидание со звездой — Тэд Гэмильтон
- 2004 — Каратель — Фрэнк Кастл / Каратель
- 2004 — Гнев — Даниэль Санчес
- 2004 — Модная мамочка — пастор Дэн
- 2005 — Перевозчик 2 — Фрэнк Мартин

#### Мультфильмы
- 1940 — Пиноккио — Дж. Уортингтон Фаулфеллоу (Честный Джон, лис) (дубляж «Невафильм», 2003 год)
- 2001 — Корпорация монстров — Рэндалл Боггс
- 2004 — Подводная братва — рыба-ёж Сайкс
- 2013 — Университет монстров — Рэндалл Боггс[6]

### Озвучивание
- 2001 — Крот — Сергей Кузьмичёв (роль Павла Новикова)
- 2014 — Люди, сделавшие землю круглой — закадровый голос, читает дневники
- 2014 — Смешарики. Пин-код — исполнение песни в серии «Баранка»
- 2021 — Смешарики. Новый сезон — Тигр (серия «Охота на тигра»)

## Награды и премии
- 2007 — Заслуженный артист России — за заслуги в области искусства[1].